# Virginia Richter

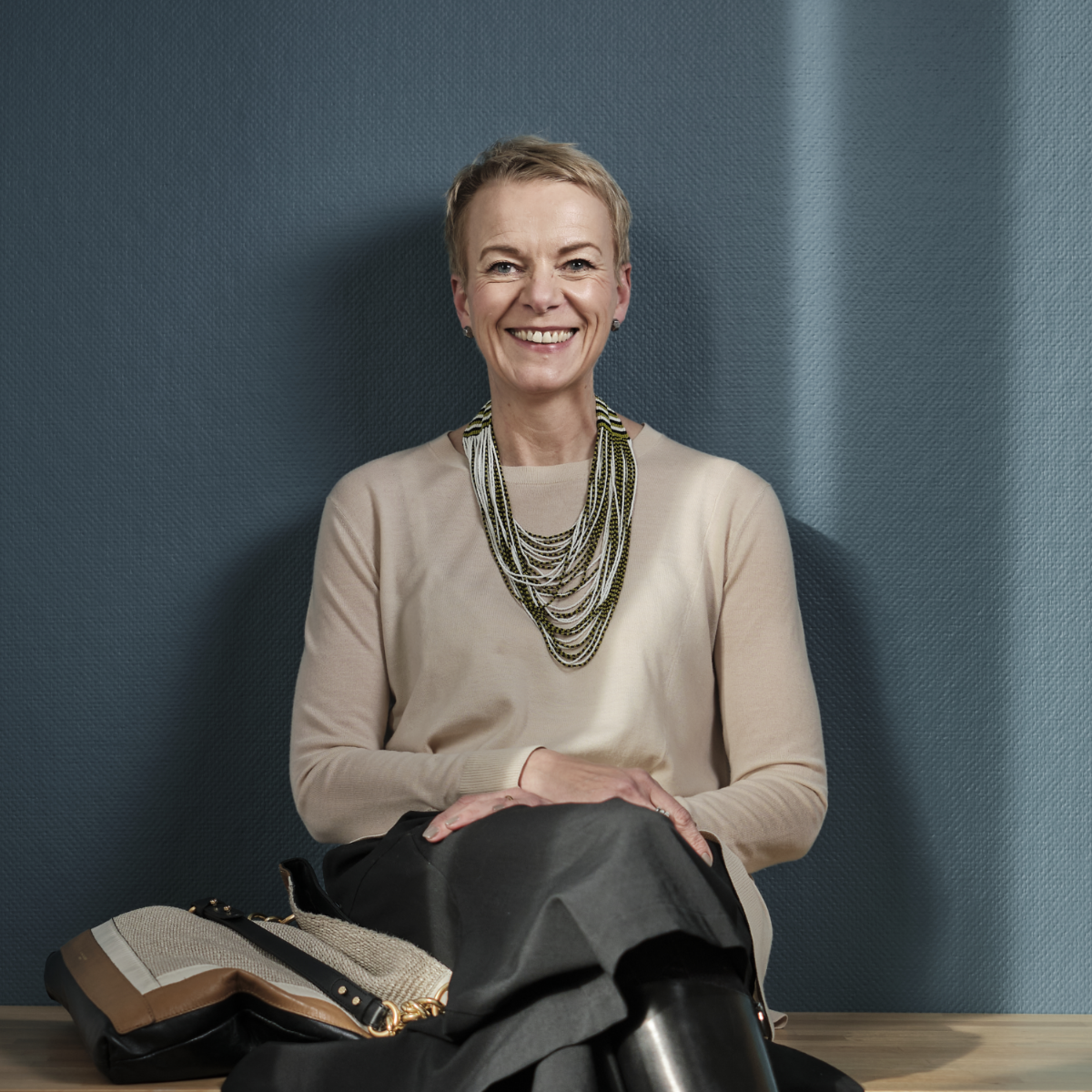
Virginia Richter, 2023

Virginia Richter (* 24. Juli 1964 in Prag) ist eine deutsche Anglistin und seit 1. August 2024 Rektorin der Universität Bern.

## Leben
Sie studierte englische Literatur, vergleichende Literaturwissenschaft und deutsche Literatur an der Universität München und erhielt 1992 ihren Magisterabschluss. Sie promovierte 1993 im DFG-Graduiertenkolleg Geschlechterdifferenz und Literatur. Nach Abschluss ihrer Dissertation hatte sie Lehraufträge in englischer Literatur und Vergleichender Literaturwissenschaft inne und erhielt ein Postdoktorandenstipendium der Universität München. Nach der Habilitation 2005 (Venia legendi: Englisch und Vergleichende Literaturwissenschaft) 2006 verbrachte sie ein Semester als Gastwissenschaftlerin an der University of Leeds. Sie war Gastprofessorin für Englisch an der Universität Göttingen und für Vergleichende Literaturwissenschaft an der Universität München. Seit September 2007 hat sie den Lehrstuhl für Moderne Englische Literatur an der Universität Bern inne. Sie war Direktorin des Instituts für Englische Sprachen und Literaturen, Präsidentin des Graduiertenkollegs und von 2014 bis 2017 auch Dekanin der Philosophisch-historischen Fakultät. 2021 wurde sie als Vizerektorin Entwicklung in die Universitätsleitung gewählt. Seit 1. August 2024 ist sie die erste Rektorin der Universität Bern.
Ihre Forschungsinteressen sind britische Literatur und Kultur, Viktorianisches Zeitalter, Modernität, Literatur- und Kulturtheorie, Gender Studies, postkoloniale Studien / Kosmopolitismus, Literatur und Wissenschaft, insbesondere Darwinismus, sowie der Strand in der modernen Literatur.

## Schriften (Auswahl)
- Gewaltsame Lektüren. Gender-Konstitution und Geschlechterkonflikt in Clarissa, Les liaisons dangereuses und Les infortunes de la vertu. München 2000, ISBN 3-7705-3467-0.
- als Herausgeberin mit Katharina Rennhak: Revolution und Emanzipation. Geschlechterordnungen in Europa um 1800. Tagung Gender und Politik um 1800 an der Ludwig-Maximilians-Universität München im September 2002. Köln 2004, ISBN 3-412-11204-6.
- Literature after Darwin. Human beasts in western fiction, 1859–1939. Basingstoke 2011, ISBN 0-230-27340-8.
- als Herausgeberin mit Ursula Kluwick: The beach in Anglophone literatures and cultures. Reading littoral space. Farnham 2015, ISBN 978-1-4724-5753-0.